# Nazionale olimpica di calcio del Sudan
La nazionale olimpica sudanese di calcio  è la rappresentativa calcistica del Sudan che rappresenta l'omonimo stato ai Giochi olimpici.

## Statistiche dettagliate sui tornei internazionali

### Giochi olimpici
| Anno | Luogo             | Piazzamento      | V | N | P | Gol |
| ---- | ----------------- | ---------------- | - | - | - | --- |
| 1952 | Helsinki          | Non partecipante | - | - | - | -   |
| 1956 | Melbourne         | Non partecipante | - | - | - | -   |
| 1960 | Roma              | Non qualificata  | - | - | - | -   |
| 1964 | Tokyo             | Non qualificata  | - | - | - | -   |
| 1968 | Città del Messico | Non qualificata  | - | - | - | -   |
| 1972 | Monaco di Baviera | Primo turno      | 0 | 0 | 3 | 1:5 |
| 1976 | Montréal          | Non qualificata  | - | - | - | -   |
| 1980 | Mosca             | Ritirata         | - | - | - | -   |
| 1984 | Los Angeles       | Non qualificata  | - | - | - | -   |
| 1988 | Seul              | Non qualificata  | - | - | - | -   |
| 1992 | Barcellona        | Non qualificata  | - | - | - | -   |
| 1996 | Atlanta           | Non qualificata  | - | - | - | -   |
| 2000 | Sydney            | Non qualificata  | - | - | - | -   |
| 2004 | Atene             | Non qualificata  | - | - | - | -   |
| 2008 | Pechino           | Non qualificata  | - | - | - | -   |
| 2012 | Londra            | Non qualificata  | - | - | - | -   |
| 2016 | Rio de Janeiro    | Non qualificata  | - | - | - | -   |
| 2020 | Tokyo             | Non qualificata  | - | - | - | -   |

## Tutte le rose

### Giochi olimpici
Calcio ai Giochi Olimpici Estivi 19721 El Nur, 2 El Sir, 3 Musa, 4 Salim, 5 Mohamed, 6 H. N. El Din, 7 El Basheir, 8 Nadif, 9 Wahba, 10 N. A. El Din, 11 Hasabel Rasoul, 12 O. Izzeldim, 13 El Fadel, 14 El Mannan, 15 Suliman, 16 A. M Izzeldim, 17 Mohammed, 18 Abdo, 19 Abdelfatah, CT: Fatah